# Византийска медицина
Византийската медицина включва общата медицинска практика на Византийската империя (Източноримската империя) приблизително в периода (400-1453 г. ) Развива се въз основа на медицински познания, натрупани от гръко-римските предшественици на ромеите (от техните лекари с най-голям авторитет се ползват в този смисъл гъркът Хипократ и римският лекар Гален). Формира се в процес на взаимно влияние с медицината на Ислямския свят и с тази на съвременната й Западна Европа и се превръща в основата на по-късната медицина на Ренесансова Европа. Някои от достиженията й запазват приложимост и влияние и в следващите епохи и дори до 21 в., а най-значимият й принос е основаването на съвременната идея за болнично заведение за общо ползване от всички слоеве на населението, заменила древната нагласа за организация на лечението, в зависимост от съсловието на пациента. Именно във Византийската империя се поставя началото на модерната болница.
Много от византийските болници са били построени в близост до големи църкви и манастири, а в тях се е наблягало не само на физическото, но и на духовното изцеление. Подобно на други страни, във Византия християнството изиграва ключова роля за изграждането и поддържането на болниците по време на Средновековието, както и в популяризирането на благотворителността. Отражение на това са култовете към множество светци-покровители на лекарите и на болните (като Анастасия Узорешителница/Анастасия Фармаколитрия).

## Представители
Късната античност поставя началото на революция в медицинската наука и исторически хроники за това време често споменават за граждански болници. Дотогава (в Римската империя) подобни заведения са използвани за целите на военната медицина, както и за изолация и лечение на болни роби и гладиатори (този вид заведения са наричани "валетудинарии"). Отделно от това има традиции, свързани с лечителските изкуства на езическите жреци (например в т.нар. асклепиони, един от най-прочутите, от които е в град Епидавър, намиращ се на Сароническия залив) и с различни форми на народна медицина и магьосничество. С поставянето на медицината на научни основи през Елинистичната епоха особено голямо влияние придобива Александрийската медицинска школа, която постепенно измества преди водещи течения в медицината, базирани в Гърция (остров Кос и остров Крит) и Мала Азия (Пергам).
Впоследствие на свой ред Константинопол се откроява като център на медицината през Средновековието, за което допринася съчетанието на географски, икономически и научни фактори (по-специално развитието на Магнаурската школа). Византийските лекари не само предават древните познания, но и значително ги разширяват и им придават по-достъпен вид. Пример за това е сборникът ръкописи, известен по-късно като Виенски Диоскуриди. Те са създадени около 515 г., вероятно по поръчка на Аниция Юлиана, дъщерята на император Олибрий, владетел на Западната Римска империя. Използват се, като основен учебник по медицина в Константинопол, почти 1000 години. Основната част от произведението представлява илюстриран хербарий. Преди това на медицински теми пише например Орибазий, известен с това, че е бил личен лекар на император Юлиан Апостат. Той е сред най-плодовитите византийски съставители на книги, описващи тогавашните медицински знания и се отличава с това, че не се задоволява с предаването на опита на предшествениците си, чрез компилиране на произведенията им, но и често поправя техни медицински предположения, за които е установил, че са неверни. Няколко от творбите му, заедно с книги от други византийски лекари, са преведени на латински, а по време на Просвещението и Рационализма - на английски и френски език. За деятелността на следващите поколения византийски лекари свидетелства разрастването на движението за строеж на болници в страната, както и влиянието им над европейските и над тези от Близкия Изток. 
От 12 век до падането на Константинопол през 1453 г. (превземането му от Мехмед Завоевателя) темпът на трупане на медицински знания във Византия (и в различните й превъплъщения и останки, като Никейската империя и Трапузунд) отслабва, поради намаляване на населението на столицата и страната като цяло, дължащо се на Черната смърт и на множество външни и граждански войни. Въпреки това византийската медицина има големи успехи и влияние и в тези времена, както и по-късно. Известно е, например, че в края на XII век италиански лекар (Роджер от Салерно/Рогер Фругарди) е бил под влиянието на византийските трактати на лекарите Етей (Аеций от Амида - възпитаник на медицинското училище в Александрия) и Александър от Трал, както и на Павел Егински. Византийски трактат, писан през XIII век от Николай Мирепсос, остава основен учебник по фармация на Парижкия медицински факултет до 1651 г. Друг - от Димитър Пепагоменос (XIII век) - относно подаграта е преведен и издаден на латински, от пост-византийския хуманист Маркус Мусурос във Венеция през 1517 г. Пепагоменос работи и в областта на ветеринарната медицина.
Последният по-значим византийския лекар е Йоан Актуарий, живял в началото на 14 век в Константинопол. Изследванията му върху урината полагат основите на урологията.

## Болници
Болници във Византия първоначално са строени близо до църкви, като подслон за бедни, за да имат достъп до основните жизнени норми. Болниците са били обикновено разделени - с помещения за мъже и помещения за жени. Въпреки че останките на тези болници не са открити от археолозите, учените знаят за тях, благодарение на записи от византийска болница. Описани са големи сгради, с разположено огнище в центъра, чиято основна функция е да дават подслон на бедни хора. Първоначалните византийски болници са известни като ксенони и нозокомейони, съответно от старогръцките думи за "чужденец" и за "болест", а по-късно се утвърждава и името иатроони (лечебници).
Византийската империя е една от първите държави, покровителстващи строежа им и ангажирани със спонсориране на здравни заведения. Важна роля в следването на тази политика има и Православната църква, която издига идеите за християнското милосърдие и равенството на хората пред Бога. Същевременно първоначалната тенденция в това отношение е по-скоро наследена от старинната традиция да се дава убежище и очищение на странниците/скитниците и чужденците, както и на прокудените поради различни религиозни причини (присъства в историите на някои гръцки герои, като Пелей, Одисей, Язон и Орест), пренесена после върху престъпниците, бездомниците и бедняците (Тит Ливий дава пример за подобно място, говорейки в "От основаването на града"/("История на Рим") за сборището от изгнаници и разбойници, устроено от Ромул, за да се наберат първите заселници-мъже на Рим; съпруги им се набавят впоследствие чрез известното Похищение на сабинянките), а накрая - и върху болните. В последните вече не се виждат толкова обладани или прокълнати от зла сила хора, колкото страдащи от физическо или психическо заболяване. Първата болница имаща такива функции е построена в Леонтия, Антиохийска област, изградена e в периода (344-358 г.) и е място за мигранти, търсещи убежище. Пак по това време, дякон Маратоний е инициатор за изграждането на болници и манастири в Цариград. Основната му цел е била подобряването на градската среда, изразено в строенето на болници и превръщането им в основната част от византийските градове. Св. Василий Велики също създава множество такива заведения за пациенти, които служат като убежище за болни и бездомни (комплексът е известен като Базилеи и е разположен в град Мазака в провинция Кападокия). Сред първите византийски болничари е и свети Сампсон Странопиемец. Водят се спорове между учени, защо заведенията от подобен тип се отварят в близост до църкви. Много учени смятат, че не болницата се е строяла при храма, а именно храмът се е строял в близост до болница (с оглед получаване на допълнителни дарения). Във всеки случай, тези болници, започват да се разпространяват из цялата империя и от средата до края на IV-ти век има масов строеж на болници, а към началото на V-ти век болници те вече са повсеместни, по Средиземноморието и в Рим - на Запад, а на Изток - достигат до Месопотамия. Също през V век, има доказателства, че броят на болниците расте във византийските владения Египет и Сирия. Епископ Рабул Едески основава първата болница в сирийския град Едеса. В житието му присъстват документи, описващи осигуряването на чисти чаршафи и кърпи за болницата там.
Новото във византийските болници е преди всичко, че те по подразбиране са предназначени за всички, но с времето се специализират върху адекватни грижи за боледуващите и върху целта те да бъдат лекувани. Въпреки хуманитарната си цел обаче първите от тях наследяват плачевното състояние на повечето римски (приемащи за лечение изключително хора, чието обществено положение предполага изолация от останалото население, т.е. войници и роби). По този повод Григорий Назианзин казва: „Който се обади в болницата - стълба до небето“, което означава, че към болниците, хората са били насочвани само за да се улесни тяхната смърт, ако са били хронично или неизлечимо болни, а не да се допринесе за възстановяването на пациентите. В действителност и дълго след това повечето болници в цялата Византийска империя са били използвани почти само като странноприемници и/или като домове за бедни, но постепенно се превръщат в научни центрове и места за лечение и рехабилитация и въобще с многоброен, специално обучен и специализиран болничен персонал. Още тогава възниква определена йерархия между главния лекар ( archiatroi ), главните сестри ( hypourgoi ) и медицинските сестри ( hyperetai ). Във византийските болници работят и жени-лекарки.
След VI-ти век болници не се строят толкова често, както през IV-ти и V-ти век, защото вече са нормална част от обществения живот. Нов тласък за развитието на здравеопазването (както и на съдебната медицина) във Византия дава законодателството в тази сфера на император Юстиниан I (VI в.). През същото столетие голям брой византийски емигранти, принадлежащи към преследвани еретически секти получават прием в Персия, а през следващия век - и в Арабския халифат и разпространяват медицинските достижения на Византия там, за което способства и развитието на местните преписвачески школи. Някои византийски лекари не напускат превзетите от мюсюлманите земи, а остават там и продължават да упражняват професията си, например Павел от Егина остава в Александрия, след завладяването й около 640 г. и се прочува сред арабите, като умел акушер. Все пак общата тенденция е към концентрация на интелектуалния елит на страната в незасегнати от завоеванията области и в крайна сметка - в Константинопол. След превземането му от турците, много от намерилите зад стените му убежище учени емигрират към други християнски владения из Средиземноморието.
Сведения за изграждането на нови болници се извличат от Хронография на Михаил Псел. В своята книга той записва, че императорите Василий I, Роман I Лакапин и Константин IX изграждат в Цариград редица нови болници. Една от най-известните византийски болници е тази при манастира "Христос Спасител Пантократор", основана през 12.век при император Йоан II Комнин. Извън Константинопол, има данни за болницата в Солун, в която заедно с предоставянето на легла и подслон, на при постъпването на пациентите се разпределят и лекарства. Тази практика продължава до XII-ти век. През цялото Средновековие действителният брой на болниците в империята е трудно да се проследи. Според някои експертни оценки, във Византийската империя е имало около 160-170 болници. Тези болници се различават по размер. Сред големите големите болници (конкретно - в Константинопол) се смята, че е имало и такива с над 200 легла, но повечето болници в държавата, изглежда, не са могли да поберат повече от няколко десетки души.

## Методи
Византийските лекари често обобщават и стандартизират медицинските си познания в учебници (стилът на съставянето им е известен като ятрософия). Техните отчети обикновено включват диагностични обяснения и рисунки. Компедиумът "Медицински сборник от седем книги", написан от водещия лекар Павел Егински (Паулус Егинета), е оцелял като подробен източник на медицински знания. Този сборник, написан в края на VII век, е използван като стандартен учебник през следващите 800 години. От подобни произведения може да се съди за достиженията на науката във Византийската империя. При цялата им обемност и въпреки широкия им обхват те са служели преди всичко, като наръчници за пътуващи лекари или за такива с регионално значение, нямащи достъп до по-големите библиотеки или колекции, в които същите или повече предмети са били изложени много по-подробно. В някои случаи един и същи автор многократно преработва записките си, създавайки по-малки техни резюмета, така че да им придаде все по-кратък и разбираем вид. Орибазий нарочно пропуска в съкратените си съчинения хирургията, защото смята, че читателите му едва ли ще разполагат с нужните инструменти (или местните лекари биха имали предимство).
Основното влияние на по-старата медицина при византийската е в запазването на някои старогръцки лекарствени идеи, като използването на т.нар. хумори (съответстващи на Четирите темперамента) за диагностициране на заболяването. Византийски лекарите следват теорията на Хипократ, че човешкото тяло се състои от 4 течности които са: кръв, флегма, жълта жлъчка и черна жлъчка. Тези предполагаеми сокове са свързвани с определен сезон - горещ или студен, сух или влажен. За да се идентифицират (както и техните пропорции, за които се твърди, че определят човешкия характер и състоянията на организма) византийски лекари разчитат на учението на Гален. Те практикуват диагностични методики, концентрирани около наблюдение на пулса и урината на пациента, а при някои заболявания - и на честотата на дишане и на говора (речта) на болния. В съгласие с Гален окачествяват сърдечната честота според нейните размер, сила, скорост, честота, серийност, твърдост или мекота. В тази връзка византийският лекар Йоан Захариас Актуарий казва, че лекарят трябва да е с изключително чувствителни ръце и бистър ум. Той има голямо влияние и в областта на урологията, която в тази епоха е важна част от диагностиката - създава флакон (колба), в който урината се разпределя и придобива различни свойства в 11 различни секции, свързвани с различни части (и органи) на тялото, а оттам и с различни болести. Например, ако в горната част на флакона се отделят мехурчета, значи човекът страда от инфекции на скалпа.
След идентифициране на заболяването, се е пристъпвало към предписване на лечение (чиято цел нерядко е урегулирането на хуморите). Често то се е състояло в промени в диетата, прием на лекарства, пускане на кръв (възможно например с помощта на пиявици), но понякога - и в хирургически операции. Павел Егински е сред лекарите, практикували хирургия. Той е автор и на произведението на тази тема Въплъщение на медицината, с описание на повече от 40 вида операции (включително - гинекологически) и около 15 хирургически инструмента. Конкретно от описанието му на лечението на херния е явна грижата за прецизно и безопасно за пациента лечение, с вещо използване на подходящи инструменти и с постоперативни мерки за рехабилитация. Друга особеност на византийската хирургия от това време е повишената хигиена - има хора, наети да пазят хирургически инструменти чисти, наречени аконети (akonetes) . Друг пример за иновативността на византийската хирургия е първият документиран опит за разделяне на сиамски близнаци (900 г.). От тях единият е вече мъртъв преди операцията и целта е другият да оцелее, но тя е постигната само отчасти, тъй като животът му продължава само още 3 дни след операцията.
В допълнение към хирургия, фармацевтиката също е важна част от византийската медицина и оказва значително влияние върху византийския начин на живот. Александър от Трал, един от най-важните лекари на Византия, е автор на повече от 600 лекарства, които използва, за да се опитва да лекува болести. Неговите Дванадесет книги илюстрират прилагането на лекарствени средства за лечение на всички видове заболявания, включително и това, което той описва като „меланхолия“, която от съвременните лекари би могло да се окачестви като депресия. Някои от ползваните от него лекарствени средства все още се използват и през XXI век (например колхицин - отровно вещество, извличано от растението обикновен мразовец/есенен минзухар и служещо за превенция/профилактика и лечение на подагра). В практиката на медицината на Византия личи и християнското влияние. Йоан Захариас Актуарий препоръчва употребата на светена вода, смесена с постенница (болкоуспокяващо, ползвано при зъбобол), като начин за лечение на епилепсия. Като важен фактор в излекуването на болните се възприемат и молитвите.

## По-нататъшно четене
- Albrecht Berger, Das Bad in der byzantinischen Zeit. Munich: Institut für Byzantinistik und neugriechische Philologie, 1982.
- Françoise Bériac, Histoire des lépreux au Moyen-Âge: Une société d’exclus. Paris: Imago, 1988.
- Chryssi Bourbou, Health and Disease in Byzantine Crete (7th-12th Centuries AD). Ashgate, 2011. Marie-Hélène Congourdeau, „La médecine byzantine: Une réévaluation nécessaire“, Revue du Praticien 54/15 (15 Oct. 2004): 1733 – 1737. Venance Grumel, „La profession médicale à Byzance à l’époque des Comnènes“, Revue des études byzantines 7 (1949): 42 – 46. Timothy S. Miller, The Birth of the Hospital in the Byzantine Empire, 2nd ed. Baltimore, Maryland: Johns Hopkins University Press, 1997. Timothy S. Miller and John W. Nesbitt, Walking Corpses: Leprosy in Byzantium and the Medieval West. Ithaca, NY–London: Cornell University Press, 2014. John Scarborough, ed., Symposium on Byzantine Medicine, Dumbarton Oaks Papers 38 (1985) ISBN 0-88402-139-4 Owsei Temkin, „Byzantine Medicine: Tradition and Empiricism“, Dumbarton Oaks Papers 16:97 – 115 (1962) at JSTOR